# Annobónparadijsmonarch
De annobónparadijsmonarch (Terpsiphone rufiventer smithii of Terpsiphone smithii) is een ondersoort van de roodbuikparadijsmonarch, een zangvogel uit de familie Monarchidae. Eerder werd dit taxon ook wel beschouwd als een aparte soort (Terpsiphone rufiventer). Deze vogel is genoemd naar de Schotse zoöloog Andrew Smith.

## Verspreiding en leefgebied
Deze soort is endemisch op het eiland Annobón, een 350 kilometer ten westen van het Afrikaanse vasteland gelegen eilandprovincie van Equatoriaal-Guinea.